# あま市民病院
あま市民病院（あましみんびょういん）は、愛知県あま市にある公立の病院である。
あま市の発足以前は、一部事務組合公立尾陽病院組合が運営を行っていた。2015年（平成27年）11月に、あま市甚目寺山之浦148からあま市甚目寺畦田1番地へ新築移転した。あま市甚目寺総合福祉会館の西側に隣接する。

## 概要
- 診療科：11科
- 病床数：180床
- 階数：地下1階、地上4階、塔屋1階
- 駐車場：320台（うち地下駐車場は112台）
- 敷地面積：15,912.39m²
- 建築面積：4,963.69m²
- 延床面積：19,927.34m²
- 高さ：24.69m
- 構造：鉄筋コンクリート造

## 沿革
- 1947年（昭和22年）4月21日 - 甚目寺町、大治村、七宝村、神守村、美和村、新川町、清洲町で運営する甚目寺町国民健康保険組合外6ヶ町村組合病院として開院した。
- 1955年（昭和30年）1月1日 - 市町村合併により神守村（現在の津島市）が離脱。[4]
- 1976年（昭和51年） - 公立尾陽病院組合に改称。
- 2005年（平成17年）7月7日 - 市町村合併により清洲町と新川町（現在の清須市）が離脱。
- 2010年（平成22年）3月22日 - あま市発足後大治町組合の離脱、解散によりあま市民病院に改名した。
- 2015年（平成27年）11月 - あま市甚目寺山之浦148からあま市甚目寺畦田1番地へ新築移転した[3]。
- 2019年（平成31年）4月1日 - 公益社団法人地域医療振興協会が指定管理者となる[1]。

## ギャラリー

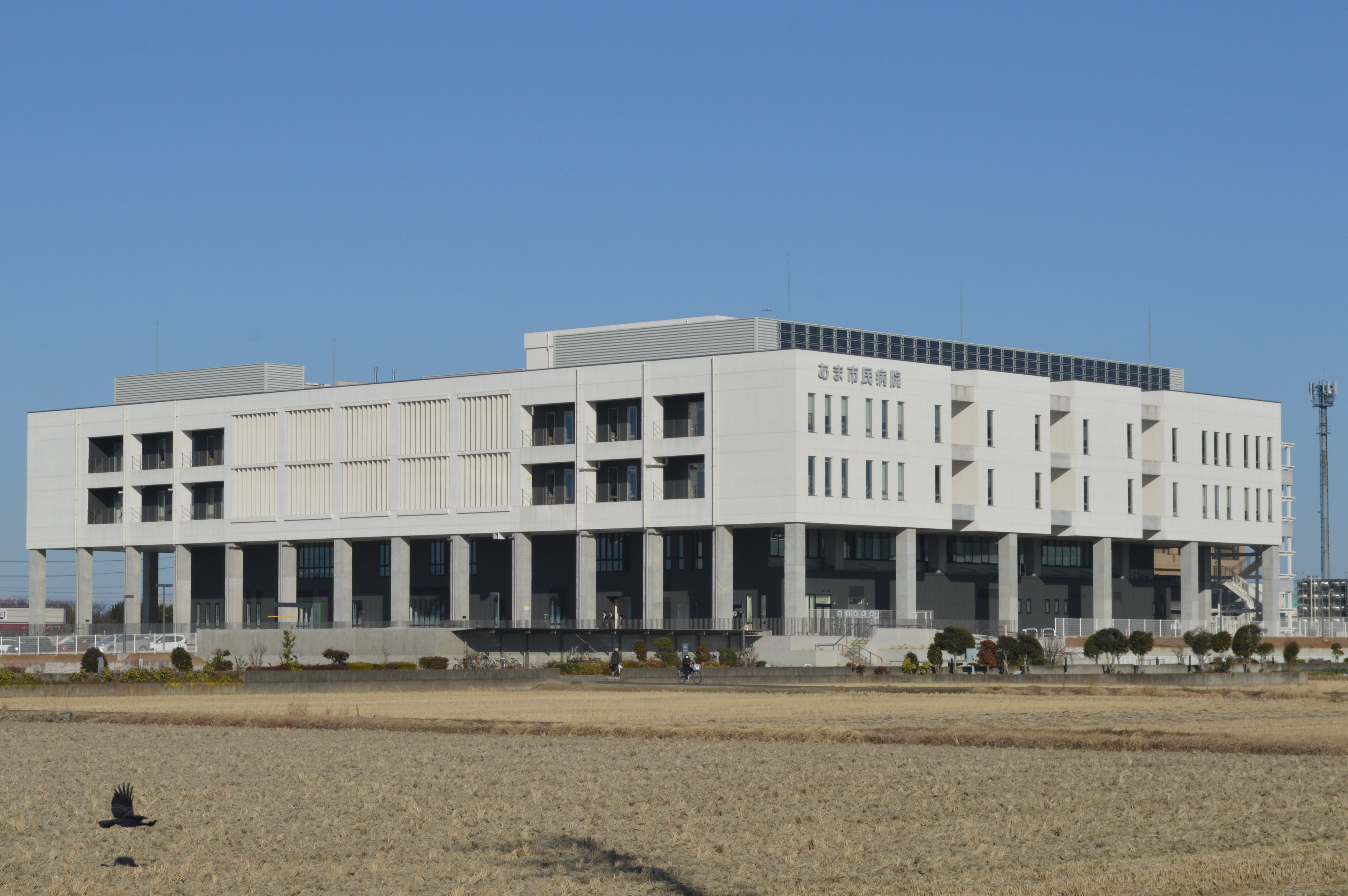
あま市甚目寺畦田1番地へ新築移転したあま市民病院 （2019年1月）
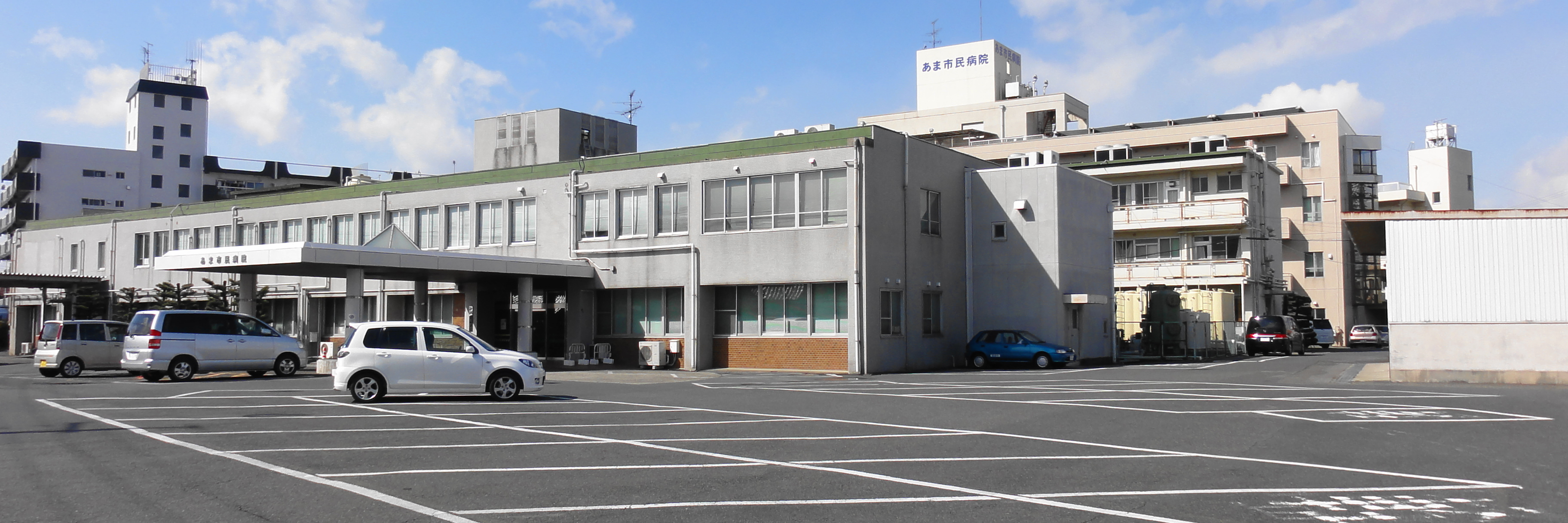
あま市甚目寺山之浦148にあった旧あま市民病院 （2013年2月）

## 診療科目
- 内科
- 外科
- 小児科
- 眼科
- 放射線科
- 整形外科
- 脳神経外科
- 婦人科
- 耳鼻咽喉科
- 麻酔科
- リハビリテーション科

## 交通アクセス
- 名鉄津島線 甚目寺駅の約500m北に位置する。
- 名古屋第二環状自動車道 甚目寺北ICあるいは甚目寺南ICから東へ約5分。
- あま市巡回バス：北部巡回ルート、東部巡回ルート「あま市民病院」停留所下車。
- 市内各地や日本赤十字社愛知医療センター名古屋第一病院と当院とを結ぶ患者送迎用の巡回バスも運行されている。

## 周辺
- あま市役所甚目寺庁舎
- 甚目寺中学校
- 甚目寺公民館
- 愛知県立五条高等学校
- 甚目寺総合体育館